# 9. April – Angriff auf Dänemark
9. April – Angriff auf Dänemark ist ein dänischer Kriegsfilm aus dem Jahr 2015 unter der Regie von Roni Ezra nach dem Drehbuch von Tobias Lindholm. Die Hauptrollen spielen Pilou Asbæk und Lars Mikkelsen. Der Film zeigt eine Episode aus der deutschen Invasion Dänemarks, zu Beginn des Unternehmens Weserübung am 9. April 1940 während des Zweiten Weltkrieges. Er folgt dazu einer dänischen Radfahrtruppe, welche als Vorhut ausgesendet wird, um den deutschen Vorstoß zu verlangsamen, bis Verstärkung eintrifft.
Der Film hatte ein Budget von 22 Millionen dänischen Kronen (ca. 3 Millionen Euro) und wurde vom Dänischen Filminstitut, TV 2 und der Kommune Haderslev unterstützt. Er wurde am 12. März 2015 in den dänischen Kinos gezeigt.

## Handlung
In der Nacht zum 9. April 1940 erhält die dänische Armee die Nachricht, dass deutsche Truppen die dänische Grenze überquert haben. In Nordschleswig („sønderjyske landsdele“) erhält ein Zug aus Radfahrer- und Motorradeinheiten den Befehl, die feindlichen Truppen am Vormarsch zu hindern und sie aufzuhalten, bis ihnen Verstärkung zu Hilfe kommt. Die dänischen Truppen werden jedoch von den überlegenen deutschen Truppen überrannt. In den Morgenstunden kämpft Leutnant Sand mit seinem Zug gegen die Deutschen und zieht sich anschließend nach Haderslev zurück. Der kleine Trupp junger Soldaten kämpft ebenso verbissen wie aussichtslos und mit Verlusten, ohne zu wissen, dass die dänische Regierung bereits Stunden zuvor kapituliert hat.

## Produktion
Das Drehbuch basiert auch auf Augenzeugenberichten und Interviews mit den 2014 noch lebenden Veteranen des 9. April 1940, welche die Invasion der deutschen Armee bekämpften.
Das Museum Mellem Slesvigs Grænser in Rens wurde im Herbst 2013 von Nordisk Film gebeten, für die Produktion mit authentischen Uniformen und Waffen auszuhelfen. Im März 2014 erhielt das Filmunternehmen 120 dänische Stahlhelme, 50 Wollhosen, 24 Gewehrattrappen, 32 Munitionsgürtel und einen Offiziersmantel aus dem Fundus. Zudem stellte das Museum dem Filmteam zwei alte Motorräder mit Seitenwagen der Marke Nimbus zur Verfügung. Das Equipment wurde zunächst nach Budapest in Ungarn transportiert, da einige Teile des Films dort produziert wurden.
Der Film wurde auch in Haderslev gedreht. Dort wurden die Straßen um Møllepladsen, Sønderbro und den Klosterfriedhof vom 17. bis 19. Juni 2014 abgesperrt.

## Rezeption
„Kriegsfilm als Elegie über eine Gruppe von Männern, die nur unzureichend vorbereitet in eine aussichtslose Situation geraten. Getragen wird der Film vor allem von einem versierten Hauptdarsteller.“